# シャドウェルファーム
シャドウェルファーム (Shadwell Farm) とは、アメリカ合衆国ケンタッキー州レキシントンにある競走馬（サラブレッド）の生産、種牡馬および功労馬の繋養などを行う牧場である。
馬主として競走馬の所有をしているシャドウェルステーブル（Shadwell Stable）についても本項で述べる。
牧場の所有者は故ハムダン・ビン＝ラーシド・アール＝マクトゥーム（シェイク・ハムダン）殿下の死後、ヒッサ王女が継いでいる。

## おもな生産馬
- Erhaab / エルハーブ（1994年ダービー、他重賞競走1勝）
- Bahri / バーリ（1995年セントジェームズパレスステークス、チャンピオンステークス）
- Nayef / ネイエフ（2001年チャンピオンステークス、2002年インターナショナルステークス、2003年プリンスオブウェールズステークス）
- Ghanaati / ガナーティ（2009年1000ギニー）
- Baaeed / バーイード（2021年ムーラン・ド・ロンシャン賞、クイーンエリザベスII世ステークス、2022年ロッキンジステークス、クイーンアンステークス、サセックスステークス、インターナショナルステークス）
- Hukum / フクム（2022年コロネーションカップ、2023年キングジョージVI世&クイーンエリザベスステークス）

## おもな所有馬
※シャドウェルステーブル所有馬
- Invasor / インヴァソール（2006年ピムリコスペシャルハンデキャップ、サバーバンハンデキャップ、ホイットニーハンデキャップ、ブリーダーズカップ・クラシック、2007年ドンハンデキャップ、ドバイワールドカップ）

## 過去の繋養馬
種牡馬及び功労馬
- Bahri / バーリ（1996年 - 2003年、アイルランドへ輸出）
- Swain / スウェイン（1999年 - 2009年、カナダへ輸出）
- Dayjur / デイジュール（1991年 - 2009年）
- Dumaani / ドゥマーニ（1997年 - 2011年）
- Kayrawan / ケイラワン（1997年 - 2011年）
- Jazil / ジャジル（2008年 - ）
- Mustanfar / ムスタンファー（2009年 - ）
- Albertus Maximus / アルバータスマキシマス（2012年 - ）
- Intidab / インティダブ（2001年 - ）
- Invasor / インヴァソール（2008年 - ）
- Mohaymen
- Qurbaan
- Tamarkuz
- Daaher / ダーハー（2008年 - ）

繁殖牝馬及び功労馬
- Height of Fashion / ハイトオブファッション（1980年代 - 2002年死亡）